# 菜蓟族
菜蓟族（学名：Cynareae）为菊目菊科的一族，草本或灌木，头状花序，总苞片多层，先端有各式芒刺或膜质附属物。全部小花花冠管状；花药基部箭形，具流苏状、撕裂状、缘毛状或糙毛状的附属物；花柱2分枝，在分枝处以下有增粗的毛环。约有76属，分布于欧洲、北非和亚洲大部分地区。
本族主要的屬有飛廉屬、菜薊屬、薊屬和大翅薊屬。